# Governatori di Saint-Domingue
Dal 1659, Saint-Domingue (l'attuale Repubblica di Haiti) fu una colonia francese, riconosciuta dalla Spagna il 20 settembre 1697. Dal 20 settembre 1793 all'ottobre 1798 parti dell'isola furono occupate dai Britannici.

## Governatori (1691-1714)
- Jean du Casse: 1º ottobre 1691 - luglio 1700
- Joseph d'Honon de Gallifet: luglio 1700 - 16 dicembre 1703 (facente funzioni)
- Charles Auger: 16 dicembre 1703 - 13 ottobre 1705
- Jean-Pierre, conte di Charitte: 13 ottobre 1705 - 28 dicembre 1707 (facente funzioni)
- François-Joseph, conte de Choiseul-Beaupré: 28 dicembre 1707 - 1710
- Jean-Pierre de Charitte: 1710 - 7 febbraio 1711 (seconda volta)
- Laurent de Valernod: 7 febbraio 1711 - 24 maggio 1711
- Nicolas de Gabaret: 24 maggio 1711 - 29 agosto 1712
- Paul-François de La Grange conte d'Arquian: 29 agosto 1712 - 1713
- Louis de Courbon, conte di Blénac: 1713 - 1714

## Governatori generali (1714-1803)
- Louis de Courbon, conte di Blénac: 1714 - 11 gennaio 1717
- Charles Joubert de La Bastide, marchese di Châteaumorand: 11 gennaio 1717 - 10 luglio 1719
- Léon de Sorel: 10 luglio 1719 . 6 dicembre 1723
- Gaspard-Charles de Goussé cavaliere di La Rochalar: 6 dicembre 1723 - 8 ottobre 1731
- Antoine-Gabriel, marchese de Vienne de Busserolles: 8 ottobre 1731 - 4 febbraio 1732
- Étienne Cochard de Chastenoye: 4 febbraio - 8 ottobre 1732 (facente funzioni)
- Pierre, marchese di Fayet: 8 ottobre 1732 - luglio 1737
- Étienne Cochard de Chastenoye: luglio 1737 - 11 novembre 1737 (facente funzioni) (seconda volta)
- Charles de Brunier marchese di Larnage: 11 novembre 1737 - novembre 1746
- Étienne Cochard de Chastenoye: 19 novembre 1746 - 12 agosto 1748 (facente funzioni) (terza volta)
- Hubert de Brienne, conte di Conflans: 12 agosto 1748 - 29 marzo 1751
- Emmanuel-Auguste de Cahideux du Bois de Lamothe: 29 marzo 1751 - 31 maggio 1753
- Joseph-Hyacinthe de Rigaud marchese di Vaudreuil: 31 maggio 1753 - 24 marzo 1757
- Philippe-François Bart: 24 marzo 1757 - 30 luglio 1762
- Gabriel de Bory de Saint-Vincent: 30 luglio 1762 - 7 marzo 1763
- Armand, visconte di Belzunce: 7 marzo- 4 agosto 1763
- Pierre-André de Gohin conte di Montreuil: 4 agosto 1763 - 23 aprile 1764 (facente funzioni)
- Charles Henri Hector d'Estaing: 23 aprile 1764 - 1º luglio 1766
- Louis Armand Constantin de Rohan, principe di Montbazon: 1º luglio 1766 - 10 febbraio 1769
- Pierre Gédéon de Nolivos: 10 febbraio 1769 - 15 gennaio 1772
- De la Ferronays: 15 gennaio - 30 aprile 1772 (facente funzioni)
- Louis-Florent de Vallière: 30 aprile 1772 - 15 aprile 1775
- Jean-François, conte de Reynaud de Villeverd: 12 maggio - 16 agosto 1775 (facente funzioni)
- Victor-Thérèse Charpentier: 16 agosto 1775 - 13 dicembre 1776
- Jean-Baptiste de Taste de Lilancour: 28 dicembre 1776 - 22 maggio 1777 (facente funzioni)
- Robert, conte d'Argout: 22 maggio 1777 - 7 marzo 1780
- Jean-Baptiste de Taste de Lilancour: 7 marzo - 25 aprile 1780 (facente funzioni) (seconda volta)
- Jean-François, conte de Reynaud de Villeverd: 25 aprile 1780 - 28 luglio 1781 (seconda volta)
- Jean-Baptiste de Taste de Lilancour: 28 luglio 1781 - 14 febbraio 1782  (facente funzioni) (terza volta)
- Guillaume de Bellecombe: 14 febbraio 1782 - 3 luglio 1785
- Gui-Pierre de Coustard: 3 luglio 1785 - 27 aprile 1786 (facente funzioni)
- César Henri, conte di La Luzerne: 27 aprile 1786 - novembre 1787
- Alexandre de Vincent de Mazade: novembre 1787 - 22 dicembre 1788 (facente funzioni)
- Marie-Charles du Chilleau: dicembre 1788 - 1789
- Alexandre de Vincent de Mazade: 1789 - 19 agosto 1789 (facente funzioni) (seconda volta)
- Antoine de Thomassin de Peynier: 19 agosto 1789 - 9 novembre 1790
- Philibert François Rouxel de Blanchelande: 9 novembre 1790 - 1792
- Adrien-Nicolas Piédefer, marchese di La Salle, conte d'Offémont: 1792 - giugno 1792
- Jean-Jacques d'Esparbes: giugno 1792 - 21 ottobre 1792
- Donatien-Marie-Joseph de Vimeur, visconte di Rochambeau: 21 ottobre 1792 - 2 gennaio 1793
- Léger-Félicité Sonthonax: 2 gennaio - 19 giugno 1793  (commissario)
- François-Thomas Galbaud du Fort: 19 giugno - ottobre 1793
- Étienne Maynaud de Bizefranc de Laveaux: ottobre 1793 - 11 maggio 1796
- Léger-Félicité Sonthonax: 11 maggio 1796 - 24 agosto 1797 (commissario) (seconda volta)
- Toussaint Louverture: 1º aprile 1797 - 5 maggio 1802
- Gabriel-Marie-Théodore-Joseph Hédouville: 27 marzo - 23 ottobre 1798 (commissario)
- Charles Victoire Emmanuel Leclerc: 5 febbraio - 2 novembre 1802
- Donatien-Marie-Joseph de Vimeur, visconte di Rochambeau: 2 novembre 1802 - 30 novembre 1803 (seconda volta)
- Jean-Jacques Dessalines: 30 novembre - 31 dicembre 1803 (autoproclamato)

Per i successori dopo l'indipendenza, vedi Capi di Stato di Haiti.

## Governatori britannici (1793-1798)
- John Whitelocke: 20 settembre 1793 - ottobre 1794
- Adam Williamson: ottobre 1794 - ottobre 1796
- John Graves Simcoe: ottobre 1796 - gennaio 1797
- Nesbit: gennaio 1797 - marzo 1797
- Thomas Maitland: marzo 1797 - ottobre 1798